# Piero Corti
Piero Corti (Besana in Brianza, 16 settembre 1925 – Milano, 20 aprile 2003) è stato un medico italiano che scelse di lavorare in un ospedale in Uganda per la maggior parte della propria vita.

## Biografia

### La fanciullezza tra guerra e malanni
Piero Corti, il cui nome era in realtà Pietro, nacque a Besana in Brianza il 16 settembre 1925. Figlio di Mario Corti, fratello di Eugenio, venne al mondo in una famiglia economicamente piuttosto agiata, dal momento che aveva dapprima operato nel commercio della seta e successivamente aveva investito nel campo dell'edilizia. Di salute cagionevole, era stato mandato dai genitori, come era costume presso le famiglie più abbienti, a studiare insieme ai suoi fratelli in un collegio a Stresa, sul lago Maggiore. Rientrò nella città natale durante la seconda guerra mondiale.

### Giovinezza
Si iscrisse alla facoltà di Medicina e Chirurgia, presso l'Università Statale di Milano, dove conseguì la laurea. Dopo la laurea, seguendo il consiglio dell'amica lituana Agatha Sidlauskas, psicologa conosciuta in Italia mentre era collaboratrice di Padre Agostino Gemelli, nel 1955 si trasferì in Canada, dove presso l'Hôpital Sainte Justine pour les Enfants di Montréal conseguì le specializzazioni in radiologia, neuropsichiatria e pediatria.
Qui, durante i suoi studi, conobbe un'altra collega canadese, che si specializzava in chirurgia, Lucille Teasdale, ottimo medico, e che sembrava a Piero adatta per i suoi progetti futuri.

### L'Uganda
Dopo alcune confidenze, i due si allontanarono per un periodo; ritrovatisi a Marsiglia, raccontò a Lucille dei suoi sette mesi trascorsi tra India e Africa tropicale, dove aveva raggiunto il fratello Corrado, missionario gesuita nel Ciad, e riuscì a convincerla a partire con lui per un paio di mesi: destinazione Uganda. Il 1º maggio 1961 atterrarono insieme ad Entebbe, capitale dell'Uganda, allora protettorato britannico, dove li attendeva Fratel Toni Biasin, missionario comboniano che li condusse a Kampala, città in cui esercitava il chirurgo Denis Parsons Burkitt che li indirizzò verso Gulu, dove i padri comboniani avevano costruito dei dispensari. Si stabilirono a Lacor, un villaggio a 11 km da Gulu, territorio della tribù acholi.
Il dispensario, gestito da suore comboniane che esercitavano come infermiere e levatrici, era costituito da un unico padiglione che comprendeva l'ambulatorio e una quarantina di letti di maternità. Là Lucille cominciò a lavorare come chirurgo e Piero come anestesista, radiologo e amministratore. I due medici, si sposarono nella cappella del piccolo ospedale il 5 dicembre 1961 e il 17 novembre 1962 nacque la loro figlia, Dominique. Al lavoro ordinario e a quello sanitario, si aggiunse quello del reperimento dei fondi per finanziare il piccolo ospedale. Per far ciò Corti costituì un'intensa rete di rapporti epistolari, fece numerosi viaggi in Europa, ritornò spesso in Italia per recuperare denaro e materiale medico.. In quegli anni al St. Mary's Hospital di Lacor giunsero importanti medici, come il dottor Arshad Warley, pediatra sudafricano di origini asiatiche, professore all'università di Makerere.

### Gli anni della guerra civile
Nell'ottobre 1962, ad un anno circa dal loro arrivo in Uganda, l'ex protettorato britannico raggiunse l'indipendenza; seguirono anni di turbolenze politiche, che videro l'ascesa del primo ministro Milton Obote, che sospese la costituzione, mandò in esilio il presidente Mutesa e si proclamò nuovo presidente, in seguito implicato nel contrabbando assieme al capitano dell'esercito ugandese Amin Dada, da lui promosso generale nel 1966. Quando questi venne a sapere che Obote voleva farlo arrestare per essersi appropriato illegalmente di stanziamenti per delle armi, organizzò un colpo di stato e prese il potere nel 1971. Ci furono numerosi scontri fra i militanti di Amin Dada e i sostenitori di Obote, che si rifugiò nella confinante Tanzania.
Il loro ospedale si trovò al centro del focolaio di guerra, per cui fu razziato diverse volte. In questo clima di terrore i coniugi decisero di allontanare la figlia per garantirle un'istruzione migliore, dunque la fanno trasferire in Italia.
Nonostante le difficoltà, l'opera di Corti proseguì. Alla fine degli anni sessanta il piccolo ospedale fu allargato e modernizzato, furono costruiti nuovi reparti con due sale operatorie, a seguito dell'autorizzazione del Presidente Amin Dada in visita all'ospedale nel 1976, nuovi medici arrivarono da Entebbe e dall'Italia, fu aperta una scuola per infermiere.
Grazie all'aiuto dei rinforzi italiani, Corti poté realizzare un ulteriore progetto: la prevenzione sanitaria per evitare la sindrome di kwashiorkor per opera in particolare dei suoi collaboratori Claude Desjardins e la moglie Suzanne.

### Sviluppi
Nel 1980 era giunto a Lacor un altro promettente medico, il dott. Wilson Carswell, professore scozzese dell'università di Makerere, grazie al quale l'ospedale divenne centro abilitato al tirocinio di giovani specializzandi ugandesi..
Nel frattempo giungono i primi importanti riconoscimenti: nel 1981 Piero e Lucille vengono promossi ufficiali dell'Ordine al Merito della Repubblica Italiana.
Nel 1982, colpito da un leggero infarto al miocardio, Piero trascorse un periodo di convalescenza. In questo arco di tempo conobbe un giovane medico di colore, Matthew Lukwiya, neolaureato all'università di Makerere, specializzato nella diagnosi e cura dei tumori infantili, un esperto di AIDS, malattia che si diffondeva rapidamente in Uganda e nelle regioni dell'Africa. Diventò il suo migliore collaboratore, lavorando a stretto contatto con i due medici, ben consapevoli che nonostante mancasse di esperienza, Matthew aveva conoscenze teoriche migliori di Piero e Lucille.
Nel 1983 i due coniugi furono ricevuti in Vaticano dal Pontefice Giovanni Paolo II, che si complimentò con loro per il lavoro svolto; e mentre gli scontri a Kampala erano sempre più cruenti e mietevano feriti di minuto in minuto, nel 1986 Piero e Lucille furono invitati a Ginevra per ritirare il premio Sasakawa dell'OMS, vinto a causa del ricorso a volontari e levatrici nella lotta contro la malnutrizione e l'organizzazione di "safari di vaccinazione" nel territorio del Nord Uganda.
Le condizioni della popolazione vennero peggiorate da una devastante epidemia di enterocolite e moltissimi, in preda al panico, ricorrevano a sciamani che con i loro riti non facevano altro che aggravare lo stato dei pazienti costretti a ricorrere d'urgenza all'ospedale, dove, malgrado le difficoltà per il reperimento del materiale, proseguivano i lavori di ampliamento: presto sarebbero sorti nuovi laboratori, con un reparto di fisioterapia e una biblioteca.
Tuttavia dopo gli scontri soltanto il reparto di pediatria traboccava di pazienti, mentre sempre più spesso i profughi sostituivano gli effettivi pazienti, non avendo nessun altro posto dove trovare rifugio..
Il 7 aprile 1987 Piero riunì gli anziani acoli per decidere delle sorti dell'ospedale e questi suggerirono una chiusura provvisoria, che si realizzò solo dopo il rapimento di Matthew ad opera delle truppe dell'Upda.
Vennero accolti i casi più urgenti che videro Lucille impegnata in interventi di ogni genere.
Dopo una chiusura di sei settimane, finalmente si pensò di riaprire l'ospedale, la cui direzione venne affidata a Matthew, mentre i coniugi e Dominique si recarono in Giappone per tenere una conferenza.

### Riconoscimenti
Piero, abile alpinista, dopo aver effettuato dei test per verificare le sue condizioni di salute, partì alla volta del massiccio del Ruwenzori nel 1991, mentre Lucille peggiorava di giorno in giorno dopo aver contratto l'AIDS durante un'operazione chirurgica.
Il 19 settembre 1993 Piero ebbe un secondo infarto, che lo convinse a concedersi un paio di settimane di riposo in una clinica ai piedi delle Alpi.
Nel 1995 l'Accademia nazionale dei Lincei assegnava all'ospedale di Lacor il premio Feltrinelli, ricompensando un'iniziativa eccezionale di grande valore morale e umanitario con una borsa di trecento milioni di lire.
Il primo maggio 1995 il presidente dell'Uganda Yoweri Museveni era presente all'inaugurazione del padiglione che avrebbe accolto il servizio ambulatoriale.

### Gli ultimi eventi
Nel 1996 la sua compagna di vita e collega, dopo una lunga sofferenza, morì..
Il 5 dicembre 2000 anche Matthew, fedele collaboratore e intimo amico di Piero, morì, portato via da una feroce emorragia polmonare dovuta all'Ebola.
Piero rimase da solo a occuparsi del buon funzionamento del Lacor Hospital, che oggi accoglie oltre 300.000 ammalati ogni anno e che fu scelto come centro pilota nella lotta contro l'AIDS in Africa, essendo stato il primo ad aver identificato e dichiarato casi di sindrome da immunodeficienza acquisita, al tempo spesso confusa con la più frequente slim disease.
Dal 1993 fu inaugurato il padiglione dei tubercolitici, che ospita numerosi degenti sieropositivi.
Nel marzo 2002 Piero aveva sposato Argia, un'amica d'infanzia con cui condivise gli ultimi anni di vita.
Dopo diversi bypass alle coronarie, colpito dalla malattia di Alzheimer, il dottor Corti morì il 20 aprile 2003 a Milano nell'ospedale San Giuseppe per un tumore del pancreas. Aveva 77 anni dei quali 42 trascorsi in Africa tropicale.

## Filmografia
Delle sue vicende insieme alla Teasdale è stato tratto un film Rai di coproduzione internazionale, Un sogno per la vita, con Massimo Ghini e Marina Orsini (2001)